# Capodimonte (Castenedolo)
Capodimonte (Codemùt o Cudimùt in dialetto bresciano perché si trova all'estremo, a occidente, ossia alla testa della collina)  è una località abitata del comune di Castenedolo, in provincia di Brescia di 759 abitanti. È parrocchia autonoma dal 1938, nella vicarìa di Rezzato e nella zona suburbana XVI.
Amministrativamente fa parte della frazione geografica di Capodimonte-Fornasette.

## Storia
Il paese risale al XII secolo anche se ritrovamenti di lapidi di epoca romana testimoniano l'antica frequentazione di questo luogo. La frazione si sviluppò poi grazie ai Longhena, nobile famiglia locale, che vi edificarono villa Romei Longhena, già menzionata nel 1641, anno in cui la popolazione era di 450 abitanti, rinnovata poi nel 1770 in stile neoclassico, con decorazioni attribuite a Cristoforo Negri. Degna di nota anche una chiesa dedicata a San Luigi Gonzaga, risalente al 1679 e quella di San Giovanni Bosco eretta nel 1939.
Va infine ricordata la Cà del Torcol (Casa del Torchio) dove pare siano stati redatti i primi Statuti comunali che regolavano la vita dell'allora nascente borgo.
Il 13 giugno del 1866, durante la terza guerra di indipendenza,  Capodimonte fu Quartier generale della 2ª Divisione del generale Giuseppe Salvatore Pianell che si distinse pochi giorni dopo nella battaglia di Custoza.
La località, tra il 24-26 maggio 1920 fu al centro di un conflitto tra contadini socialisti scioperanti e la truppa militare che si concluse con due lavoranti uccisi e uno ferito.

## Monumenti e luoghi d'interesse
- Villa Romei Longhena Provaglio